# Lake Judd
Lake Judd är en sjö i Australien. Den ligger i delstaten Tasmanien, i den sydöstra delen av landet, omkring 74 kilometer väster om delstatshuvudstaden Hobart.
I omgivningarna runt Lake Judd växer i huvudsak städsegrön lövskog. Trakten runt Lake Judd är nära nog obefolkad, med mindre än två invånare per kvadratkilometer. Genomsnittlig årsnederbörd är 1 932 millimeter. Den regnigaste månaden är juli, med i genomsnitt 232 mm nederbörd, och den torraste är februari, med 84 mm nederbörd.